# Xylotoles
Tenebrosoma – rodzaj chrząszczy z rodziny kózkowatych i podrodziny zgrzypikowych.

## Zasięg występowania
Przedstawiciele tego rodzaju występują na Nowej Zelandii,  wyspach Lord Howe i Norfolk, oraz Nowej Kaledonii i Fidżi.

## Systematyka
Do Xylotoles należy 17 gatunków i 2 podrodzaje:
- Podrodzaj: Trichoxylotoles Breuning, 1950
  - Xylotoles apicalis
  - Xylotoles scissicauda
  - Xylotoles segrex
  - Xylotoles selwyni
- Podrodzaj: Xylotoles Newman, 184
  - Xylotoles costatus
  - Xylotoles costipennis
  - Xylotoles griseus
  - Xylotoles humeratus
  - Xylotoles inornatus
  - Xylotoles laetus
  - Xylotoles lynceus
  - Xylotoles nudus
  - Xylotoles pattesoni
  - Xylotoles rugicollis
  - Xylotoles sandageri
  - Xylotoles traversii
  - Xylotoles wollastoni